# Rachi (poème)

Rachi est un poème célèbre, d'Edmond Fleg (1874-1963), l'écrivain, penseur, romancier, essayiste et homme de théâtre juif français du XXe siècle.

## Texte
Rachi le glosait de Troyes en Champagne,
De vieux mots français, le vieux livre hébreu;
Et les mots français, partis en campagne,
S'en allaient au loin, de Troyes en Champagne, jusqu'au Nil brûlé, vers les juifs nombreux.
Rachi l'éclairait, de Troyes en Champagne,
A l'esprit français, le vieux livre hébreu;
Et l'esprit français menant sa campagne,
S'en allait au loin, de Troyes en Champagne, jusqu'au Don glacé, vers les juifs nombreux.
Puis Souccot venu à Troyes en Champagne, le maître coupait ses raisins nombreux;
Et buvant la joie dont Dieu s'accompagne,
Rachi souhaitait de Troyes en Champagne,
Son vin de Français à tous les Hébreux.